# عشایری چال حیدر
عشایری چال حیدر یک منطقهٔ مسکونی در ایران است که در دهستان نجف‌آباد (سیرجان) واقع شده‌است.